# Quai Anatole-France
Quai Anatole-France è una banchina lungo la Senna nel VII arrondissement di Parigi.

## Posizione
Lunga 585 metri, Quai Anatole-France inizia al termine di Quai Voltaire, al livello di rue du Bac, e prosegue come quai d'Orsay, dal Boulevard Saint-Germain e al Palais Bourbon.

## Storia
Quai Anatole-France è solo la parte orientale del Quai d'Orsay, delimitata da Pont Royal e Pont de la Concorde. Ha preso il nome attuale nel 1947. Anatole France conosceva le banchine della Rive gauche: aveva vissuto al 15 di quai Malaquais e suo padre aveva gestito una libreria al numero 9 di quai Voltaire.
Chiamato per la prima volta "quai de la Grenouillière" su decreto del Consiglio del 18 ottobre 1704, era stato ribattezzato "quai d'Orsay" con decisione del Consiglio del 23 agosto 1707. Chiamato "quai Bonaparte" dal decreto dei Consoli del 13 Messidoro anno X, nel 1815 riprese il nome di "quai d'Orsay".
La parte della banchina tra il numero 5 e rue de Bellechasse è stata denominata "place Henry-de-Montherlant" nel 1982.

## Edifici e luoghi della memoria
- Edificio al numero 9 bis-11 (e 2-2 bis, rue de Solférino): palazzo della fine del XIX secolo.
- Edificio al numero 11: sede elettorale di Nicolas Dupont-Aignan durante le elezioni presidenziali del 2012.[1]
- Edificio al numero 15: sede della Caisse des dépôts et consignations, già di proprietà del Centre national de la recherche scientifique, ospita parte dei servizi del dipartimento bancario.
- Edificio al numero 19: ingresso al retro del giardino dell'Hôtel Beauharnais, 78, rue de Lille.
- Edificio al numero 21: ingresso al retro del giardino dell'Hôtel de Seignelay, 80, rue de Lille.
- Edificio al numero 23: appartamento occupato da Claude Chappe.
- Edificio al numero 25: Hôtel Collot, progettato da Louis Visconti in stile neoclassico e costruito nel 1840–1841 da Antoine Vivenel, per Jean-Pierre Collot (1764–1852), fornitore degli eserciti e direttore della Monnaie de Paris dal 1821 al 1842. La facciata, ornata da colonne sovrapposte, è leggermente arretrata su un basamento a bugne, lasciando un terrazzo dove si ergono due statue ad imitazione di statue antiche. L'hotel sorge sul sito dei giardini dell'ex Hôtel du Maine, costruito per il duca del Maine da Antoine Mazin, Robert de Cotte e Armand-Claude Mollet tra il 1716 e il 1726. L'Hotel Collot fu venduto nel 1852, alla morte del suo proprietario, il generale Mahmoud Ben Ayed, ad un'importante famiglia di Djerba risalente al XVII secolo. Nominato direttore dei magazzini statali dal Bey di Tunisi Ahmed I, detentore via via di tutti gli affitti della Tunisia, creò una banca nel 1847 e ottenne il monopolio dell'emissione di titoli al portatore rimborsabili, garantiti su fondi dello Stato. Secondo il rapporto di un ispettore finanziario inviato in missione a Tunisi, avrebbe sottratto dai 50 ai 60 milioni di franchi. Nel 1850 il generale ottenne la cittadinanza francese e, nel 1852, lasciò la Tunisia con il suo tesoro mantenendovi alcuni affari. Oltre all'hotel Collot, nel 1853 acquistò proprietà di investimento a Parigi e il castello di Bouges. Ma fu oggetto di procedimenti legali che lo costrinsero a fuggire a Costantinopoli e a rivendere la sua proprietà.[2] L'hotel ospitò poi l'Ambasciata di Spagna dal 1864 al 1880. Fu acquistato nel 1923 dall'antiquario Isaac Founes, specialista in mobili francesi, poi nel 1932 dalla Société générale commerciale de l'Est, che vi insediò i suoi uffici di cui i proprietari ne fecero la loro dimora fino al 2004, quando è divenuto proprietà degli antiquari Nicolas e Alexis Kugel che l'hanno accuratamente restaurato con il contributo dell'architetto Laurent Bourgois e del decoratore François-Joseph Graf e vi hanno installato la loro galleria.[3][4]
- Edificio al numero 27: edificio costruito nel 1905 da Richard Bouwens van der Boijen.[5]
- Edificio al numero 27 bis: agenzia per la diffusione dell'informazione tecnologica (Adit).